# Monte Dolent
O Monte Dolent (em francês:  Mont Dolent) é uma montanha que se encontra na parte setentrional do Maciço do Monte Branco, entre as comunas de Orsières, na Suíça, e Courmayeur, na Itália. Mesmo se o seu cume é considerado uma tríplice fronteira - entre França, Suíça e Itália - na realidade o ponto em que as linhas de fronteira se encontram está a 3749 m, a noroeste do pico.
Das suas três vertentes nascem outros tantos glaciares, Glaciar de Pré de Bar, Itália, Glaciar de Argentière, França, e Glaciar Dolent, do lado suíço. 
Pela sua aresta norte, o monte é citado no n.º 45 das 100 mais belas corridas de montanha.
A primeira ascensão teve lugar a 29 de julho de 1864  por A. Reilly, Edward Whymper, Michel Croz, H. Charlet e Michel Payot.

## Ponta Lagarde
Um cume do Monte Dolent celebra o nome de Jacques Lagarde; a Pointe Lagarde (3 572 m), que conquistou a 5 de Agosto de 1924 com Pierre Dalloz, Jacques de Lépiney e Henry de Ségogne

## Características
A normal é a vertente norte descrita aqui, a partir do Vale Ferret italiano:
- Altitude mín./máx.: 1769 m / 3823 m
- Desnível: 2054 m
- Desnível das dificuldades: 1100 m
- Orientação principal: S
- Cotação global: PD+

## Imagens

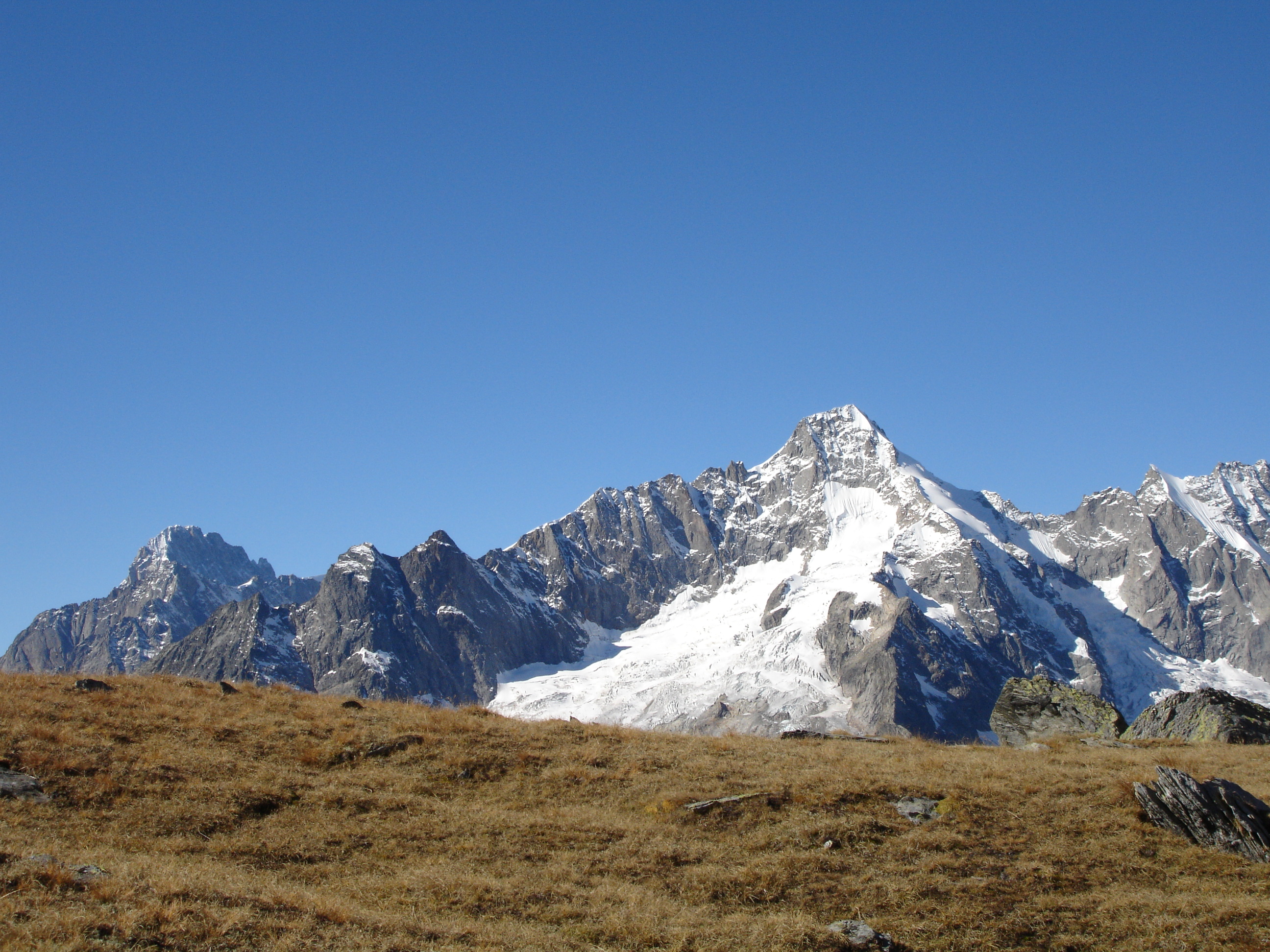
Vertente oriental do Monte Dolent
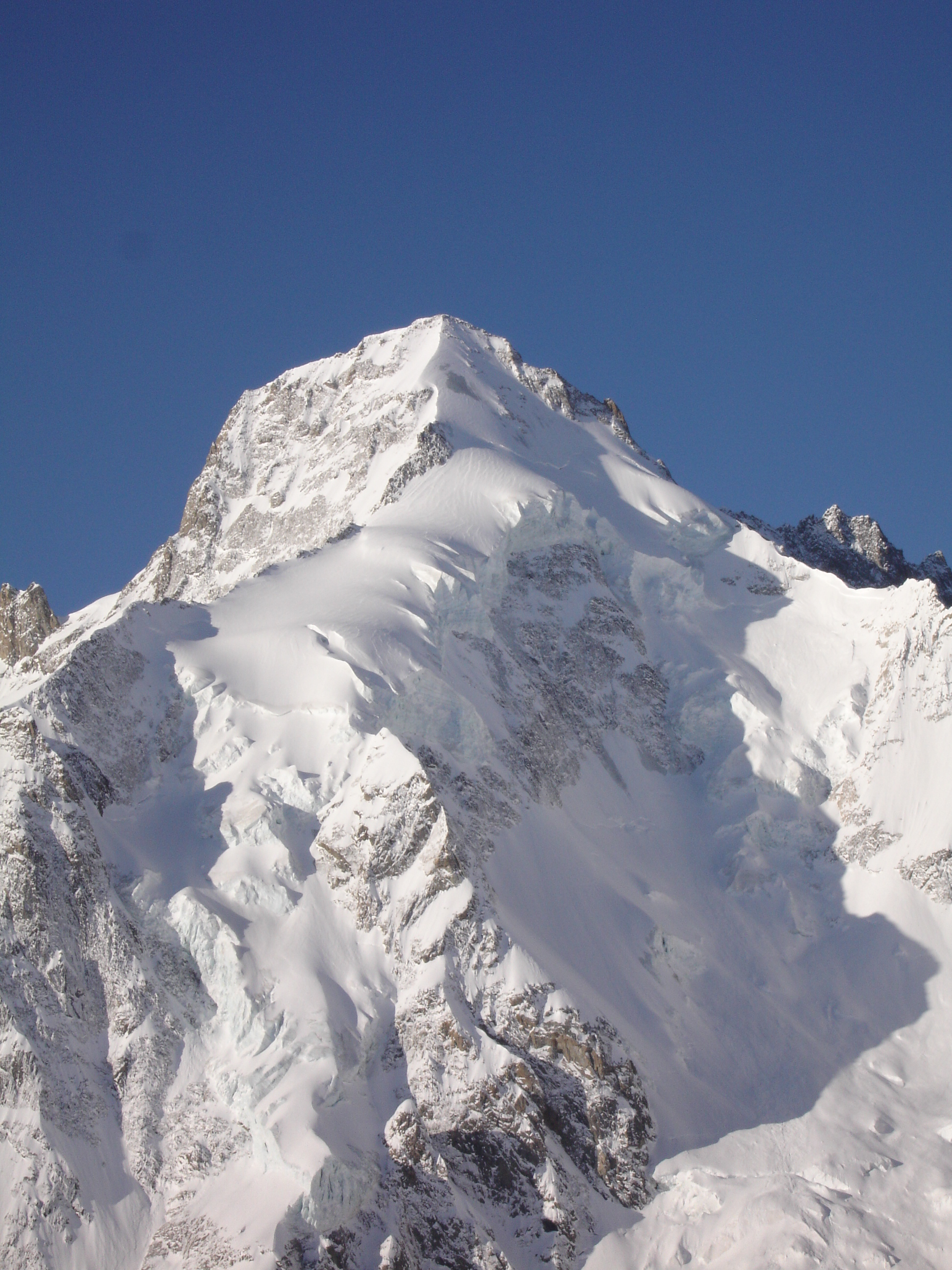
Vertente N-NE